# Conus sozoni
Conus sozoni é uma espécie de gastrópode do gênero Conus, pertencente à família Conidae.